# Crucifijo de don Fernando y doña Sancha

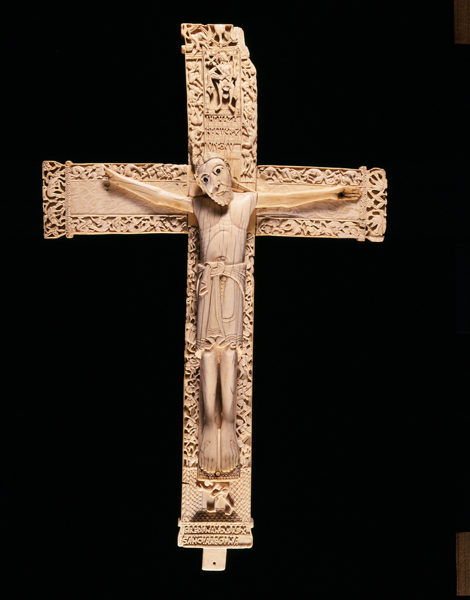
Anverso del Crucifijo de don Fernando y doña Sancha

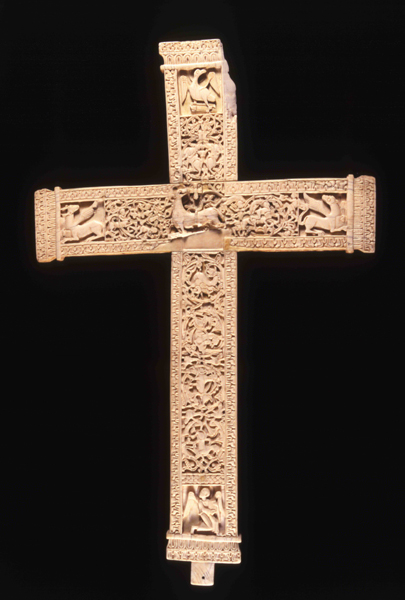
Reverso del Crucifijo de don Fernando y doña Sancha

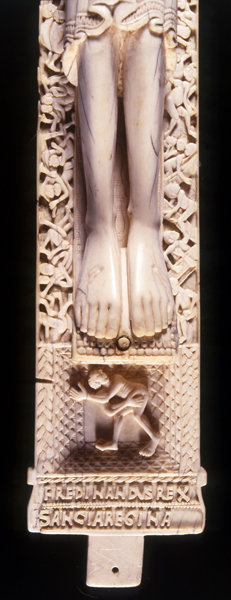
Detalle

El crucifijo de don Fernando y doña Sancha es una obra maestra en el arte de la eboraria, datado alrededor del año 1063 y que se conserva en el Museo Arqueológico Nacional de Madrid. Es una figura exempta. 
Fue una ofrenda de los reyes Fernando I de León (1010-1065) y su esposa Sancha de León (1013-1067), que formaba parte del ajuar que regalaron a la colegiata de San Isidoro de León. Se cree que fue el primero en la Edad Media Hispánica con la representación de la imagen de Cristo, ya que era costumbre que las cruces, ya fueran de materiales nobles, como de oro o marfil o simplemente de madera, estuvieran realizadas sin imágenes. En el inventario de la dotación precisamente se aclara este hecho:

...una cruz de marfil con la imagen de nuestro Redentor crucificado.

## Descripción
Medidas de la cruz: 52 centímetros de alto, 34,5 de  brazos, 7 de ancho y 1 de grueso.
Medida del Cristo: 305 milímetros de alto.

La imagen del Cristo está tallada en marfil y es de bulto redondo y representado vivo, con la cabeza ligeramente inclinada hacia la derecha de cara ovalada en la que resaltan los grandes ojos abiertos con las pupilas incrustadas con piedra de azabache y presenta una barba y bigote con el pelo ondulado; en el cuerpo tiene señalados los pectorales y las piernas completamente verticales, con los pies traspasados por un clavo individual cada uno; ha perdido los dedos de la mano derecha. El perizonium o falda corta de pudor (o paño de pureza), le cubre hasta las rodillas y está anudado a la cintura con un gran lazo. En la parte trasera del cuerpo, como era común tiene un hueco para usarlo como relicario. La cruz donde está clavado es latina, con una decoración en todo su borde de personajes que representan los bienaventurados  ascendiendo al cielo y otros personajes descendiendo a los infiernos. Hay imágenes entremezcladas de animales y vegetales. Sobre la cabeza del Cristo hay grabada la inscripción:

IHCNAZARENUSREXIVDEORV

Y encima también tallado en la cruz la representación de Cristo resucitado portando la cruz.
En la parte inferior del brazo mayor de la cruz debajo de los pies del Cristo crucificado, se puede ver la figura de Adán y otra inscripción:

FREDINANDUSREX 
SANCIAREGINA

El reverso de la cruz se encuentra totalmente tallado con adornos vegetales, en el centro el Agnus Dei, y en los cuatro extremos de la cruz los símbolos de los cuatro evangelistas.